# Cratere Sfax
Sfax  è un cratere sulla superficie di Marte.